# 2-metilcitrato sintasi
La 2-metilcitrato sintasi è un enzima appartenente alla classe delle transferasi, che catalizza la seguente reazione:
propanoil-CoA + H2O + ossaloacetato ⇄ (2R,3S)-2-idrossibutano-1,2,3-tricarbossilato + CoA
L'enzima agisce su acetil-CoA, propanoil-CoA, butanoil-CoA e pentanoil-CoA. Il rapporto relativo di condensazione dell'acetil-CoA e ossaloacetato è il 140% di quello del propanoil-CoA e ossaloacetato, ma l'enzima è stato separato dalla 
citrato (Si)-sintasi (numero EC 2.3.3.1). L'ossaloacetato non può essere sostituito dal gliossilato, piruvato o 2-ossoglutarato.